# Calafrio (fisiologia)
Calafrio é um tremor que ocorre durante uma febre alta. Isto ocorre porque citocinas e prostaglandinas são liberadas como parte de uma resposta imune e aumentam o ponto de ajuste da temperatura corporal no hipotálamo.

## Fisiologia
O aumento do ponto de ajuste faz com que a temperatura do corpo aumente (pirexia), mas também leva o paciente a sentir frio, até que o novo ponto de ajuste seja atingido. O calafrio ocorre porque o corpo do paciente é efetivamente tomado por arrepios em uma tentativa fisiológica de aumentar a temperatura do corpo até o novo ponto de ajuste.

## Causas
- Abscesso visceral - (incluindo fígado e pulmão)
- Albuminúria - Eliminação de proteínas através da urina.
- Anfotericina B - Efeito colateral de uso
- Cistite - Inflamação da bexiga.
- Colecistite - Inflamação da vesícula biliar.
- Congestão Hepática - Acúmulo excessivo de sangue no fígado.
- Leptospirose - Bacteriose adquirida em contato com a urina do rato.
- Elefantíase - Inchaço e endurecimento das pernas.
- Escarlatina - Doença infecciosa, caracterizada pela formação de manchas na pele.
- Giardíase - Doença causada por protozoário[1] .
- Gota - Manifestação reumática causada pelo acúmulo de ácido úrico.
- Gripe - Doença causada por vírus.
- Laringite - Inflamação da laringe.
- Malária - Doença tropical causada por protozoário.
- Pielonefrite - Inflamação dos rins.
- Pneumonia - Inflamação dos pulmões.
- Reumatismo -
- Sepse biliar -
- Tonsilite - popularmente conhecida como amigdalite
- Medo -